# せんざんき

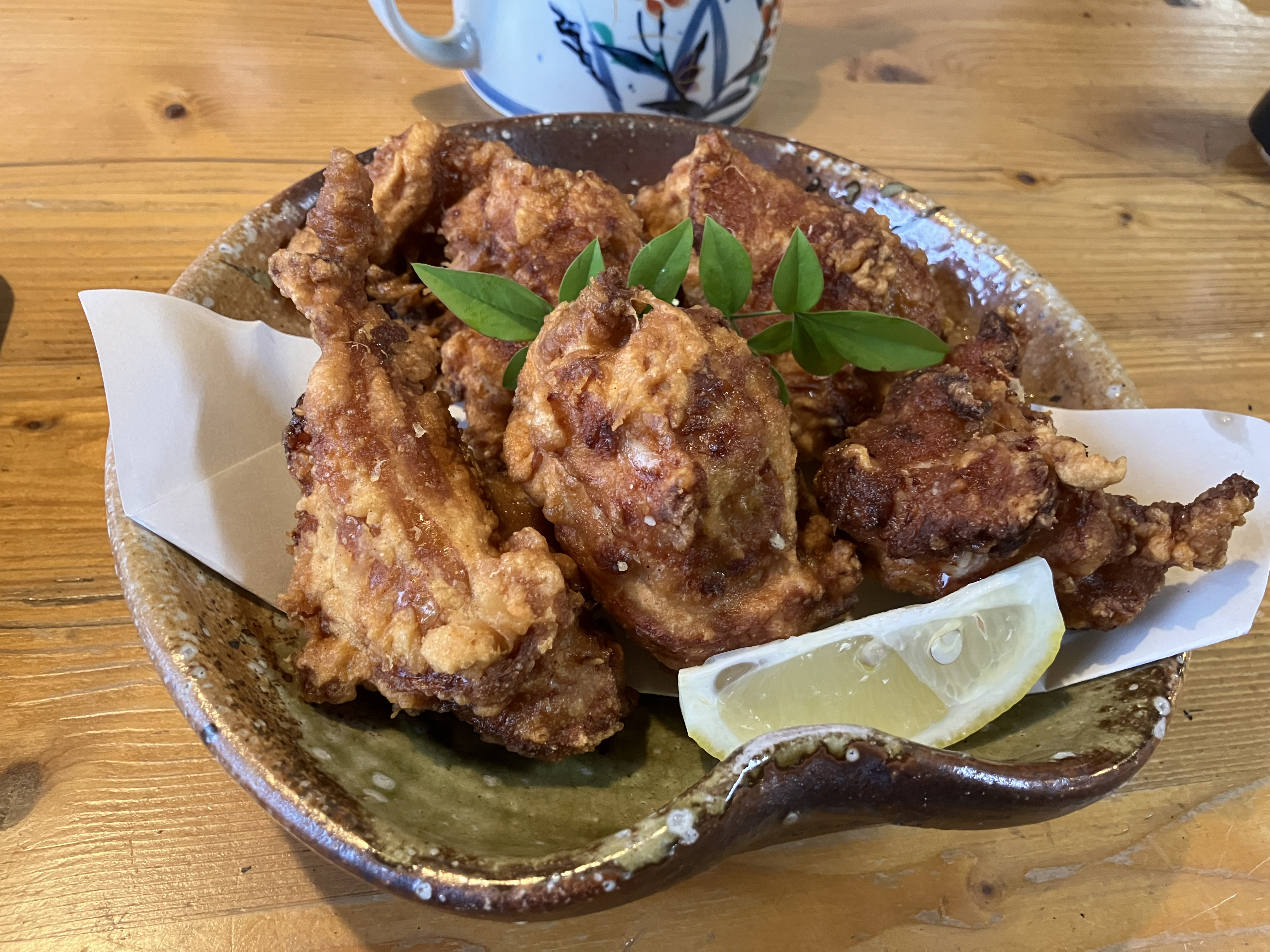
せんざんき

せんざんき（千斬切・せんざん雉）は、鶏料理が盛んな東予地方（主に愛媛県東部の今治市辺り）の郷土料理である。鶏のいろいろな部位の骨付き肉を使った揚げ物料理で、江戸時代、近見山のキジを捕獲し揚げ物にしたことが始まりといわれている。およそ300年前のことであり、文献史料に詳細等は見つかっていない。現在では鶏肉が用いられている。
湊町にあった「スター」という店で提供されていた「軟炸鶏」が転訛して「せんざんき」となった。

## 調理法
一般的な調理法は、醤油、料理酒、ショウガ、ニンニクをすり下ろした漬け汁に、骨付き肉を漬け込んで下味を付ける。揚げ粉は片栗粉で卵を加え、よくもみ込んでから油でこんがりと揚げる。下味の調味料は好みでみりんや砂糖を加えたりする。
骨ごと揚げることによって、骨から出たうま味とあらかじめつけておいた下味が加熱で一段と染み込み、カラッと揚がった食感と濃厚な味付けが支持されている。

## 名称
鶏を丸ごと千のように斬るため「千斬切（せんざんき）」と呼ぶようになった、中国語の発音がなまって「せんざんき」（骨付鶏のから揚げを意味する「軟炸鶏 (Ruan zha ji)」、骨なし鶏のから揚げを意味する「清炸鶏 (Qing zha ji)」）になった等、各説がある。
愛媛県新居浜市では「ざんき」と呼び、骨無し肉で作られる。ざんぎと今治市のせんざんきとの関連性は定かではない。